# Klossia sepiana
Klossia sepiana is een soort in de taxonomische indeling van de Myzozoa, een stam van microscopische parasitaire dieren. Het organisme komt uit het geslacht Klossia en behoort tot de familie Adeleidae. Klossia sepiana werd in 1906 ontdekt door Léger & Dubosq.